# جيمس وليام مارشال
جيمس وليام مارشال (بالإنجليزية: James William Marshall)‏ (و. 1822 – 1910 م) هو سياسي، وبروفيسور (أستاذ جامعي) من الولايات المتحدة الأمريكية .
وهو عضو في الحزب الجمهوري .